# 七ヶ宿町立湯原小学校
七ヶ宿町立湯原小学校（しちかしゅくちょうりつゆのはらしょうがっこう）は宮城県刈田郡七ヶ宿町にあった公立小学校である。略称は「湯小」（ゆしょう）。

## 概要
- 1873年5月創立。かつては多数の分校や分教場を置き、1959年には児童数が300名を越えたが、2013年現在児童数は18名にまで減少している。冬には学校行事としてスキー教室を開催し、練習の成果を町開催のスキー大会にて発表している。
- 2014年3月をもって七ヶ宿町立関小学校と統合されて、七ヶ宿町立七ヶ宿小学校が開校するため、閉校となった。

## 沿革
- 1873年5月 - 湯原小学校として東光寺に創設。
- 1873年 - 七ヶ宿尋常小学校に改称。
- 1912年 - 湯原尋常小学校に改称。
- 1947年 - 学制改革により七ヶ宿村立湯原小学校に改称。
- 1953年 - 校歌制定。
- 1956年 - 校章制定。
- 1957年 - 七ヶ宿町立湯原小学校に改称。
- 1968年 - 現校舎・旧体育館落成。
- 2006年 - 体育館改築。
- 2014年 - 閉校

## 卒業後の進路
- 七ヶ宿中学校へ進学する。